# Oxytropis nana
Oxytropis nana är en ärtväxtart som beskrevs av John Torrey och Asa Gray. Oxytropis nana ingår i släktet klovedlar, och familjen ärtväxter. Inga underarter finns listade i Catalogue of Life.